# Cantón de Sevilla
El cantón de Sevilla, que se llamó Cantón Andaluz de Sevilla, se proclamó en el contexto de la rebelión cantonal que tuvo lugar en España bajo la Primera República Española (1873-1874), y cuyo objetivo era crear una República Federal "desde abajo" que solucionara los problemas sociales y políticos. En Sevilla el movimiento cantonal se desarrolló en dos fases que se corresponden con finales de junio y finales de julio de 1873, la primera más radical y la segunda más moderada. El cantón finalizó el 1 de agosto de 1873 reprimido por las tropas del General Pavía.

## Historia
El Partido Republicano en Sevilla estaba formado por el ala izquierda del partido demócrata y propugnaba reformas integrales en España hacia una mayor descentralización administrativa y más autonomía de las provincias, de acuerdo con las tesis de Pi y Margall. Los federales contaban con su propio periódico, La Andalucía, y el Ayuntamiento de Sevilla lo regentaba Pedro Ramón Balboa, por lo que Sevilla era un centro importante del regionalismo andaluz.
La existencia de anarquistas en Sevilla era notable. El anarquismo bakuninista propugnaba el fin del capitalismo y el socialismo anti-estatista mediante la creación de comunas que se federaran entre sí y que contaran con sufragio universal. Otros autores anarquistas como Proudhon propugnaban el anarquismo en un contexto de República, en el sentido de res publica, es decir, la cosa pública. Todo esto casaba bien con las ideas cantonales. El Congreso Internacional de La Haya de 1872 celebrado por la Asociación Internacional de los Trabajadores contó ya con la presencia de anarquistas hispalenses, estando Nicolás Alonso Marselán entre los cinco españoles delegados.
Los partidarios de crear una república federal se dividieron en intransigentes y benévolos, siendo los primeros más numerosos.
El Ayuntamiento, a pesar de encontrarse en una complicada situación económica, creó una milicia de la república con un sueldo de dos pesetas por día para sus integrantes por día de servicio y dio a sus miembros modernas carabinas compradas a Inglaterra. Esta milicia tenía como objetivo la preservación del orden público. Además, Málaga, Sevilla y Cádiz se hicieron con una batería de cuatro cañones con dotación completa. Los sevillanos fueron a la Maestranza de Artillería, sita en las antiguas Atarazanas para aprovisionarse de más armas y se tomaron los barrios de La Alameda, La Macarena, San Lorenzo y Triana y establecieron barricadas bien protegidas. El 28 de junio el recién nombrado Alcalde interino Manuel García Herrera animó al pueblo a rebelarse contra los militares, por lo que estos huyeron de la ciudad.

### La proclamación del cantón
1000 "intransigentes" procedentes de Málaga y encabezados por Eduardo Carvajal llegaron a Sevilla el 29 de junio a las 11 de la noche, después de haber intentado sin éxito proclamar el Cantón de Córdoba, por haberlo impedido las tropas del general Ripoll nombrado por el gobierno de Francisco Pi y Margall -quien a su vez había enviado a Sevilla al diputado La Rosa para intentar hacer entrar en razón a los "intransigentes" de esa localidad y no se sublevaran, lo que no consiguió-. 
El 30 de junio este grupo acompañaría a los republicanos federales "intransigentes" de Sevilla a asaltar el Ayuntamiento, destituir a la Corporación -y después la Diputación- y proclamar una Junta revolucionaria presidida por Miguel Mingorance. El día 31 de junio se produciría el abandono de las Cortes por los republicanos "intransigentes". La Junta Revolucionaria en Sevilla proclama la Junta Democrática Federal Social.
El cantón inicial de Sevilla sólo duró dos días debido a la decidida actuación del gobernador civil La Rosa que en un comunicado declaró facciosa a la Junta y al frente de 50 hombres recuperó dos cañones que los sublevados habían situado frente al Gobierno civil. A continuación disolvió la Junta y mandó detener a su presidente. Mignorance, Castro y Carrero, los tres principales miembros de la Junta, serán arrestados. También influyó en la corta duración inicial del cantón que el grupo de Carvajal abandonara Sevilla en cuanto consiguió lo que había ido a buscar: el armamento necesario -fusiles y cañones- para hacer frente en Málaga a sus rivales encabezados por Sorlier, que acababa de ser nombrado por el gobierno de Pi y Margall gobernador civil de Málaga.
El segundo intento de proclamar el cantón de Sevilla se produjo en la segunda quincena de julio. Por presiones de los Voluntarios de la República de Sevilla el 16 de julio se crea una comisión mixta de Voluntarios, Ayuntamiento y Diputación para redactar un programa político donde se concretaran las reivindicaciones de los republicanos y se establecen soluciones prácticas que convenía realizar para evitar que naufragaran las instituciones en la crisis social y política. Esto llega a los oídos de Fermín Salvoechea, alcalde anarquista de Cádiz, como que en Sevilla se ha proclamado el Cantón Federal Libre e Independiente de Sevilla, lo que llega a oídos de los gaditanos e influirá en la organización del Cantón de Cádiz.
La independencia de Sevilla se proclama con el Alcalde, los jefes y subalternos de los voluntarios y algunos concejales el 18 de julio en el Convento de los Terceros Franciscanos, que tras la desamortización de Mendizábal se había transformado en un cuartel y se crea el Cantón Federal de Andalucía la Baja.
El 21 de julio un grupo de Voluntarios de Sevilla, comandados por Carreró, se dirige a Jerez de la Frontera para ayudarlos contra la represión de la guarnición militar y se detienen en la localidad sevillana de Utrera. Utrera envió a representantes del ayuntamiento a Sevilla a defender que la localidad tuviera una Junta Revolucionaria independiente y se instó a los Voluntarios de Sevilla a retirarse a la estación de trenes. En Utrera existe tensión por si les son reclamadas contribuciones para la guerra. Carreró pide refuerzos militares a Sevilla por si se produce un enfrentamiento armado y Utrera arma a unos 800 vecinos que serían los encargados de acompañar a los cañones sevillanos a la salida del pueblo, tanto si iban a Jerez como si volvían a Sevilla y como muestra de buena voluntad se mantuvo la reunión entre representantes cantonales de sevilla y los de utrera. Sin embargo, en la celebración de la reunión, junto con los representantes cantonales entran los voluntarios y un vecino les insta a marcharse si eran "intransigentes" y los voluntarios gritan vivas a la república federal y social, lo que provoca un tiroteo donde mueren muchas personas y se apresan a muchos cantonales sevillanos. Mignorance y Ponce acuden desde Sevilla a Utrera con refuerzo y con el diputado por Utrera Diego Sedas como mediador para conseguir liberar a los presos y volver a Sevilla para defender la ciudad de un ataque inminente del general Ripoll.
Posteriormente, a partir del 29 de julio, se organiza un Comité de Salud Pública, que sustituye al Ayuntamiento y a la Diputación de Sevilla. Ese Comité dictará un bando que anuncia la pena de muerte a los ladrones e incendiarios y la recogida de las armas de fuego. Para su funcionamiento se crearon las secciones de Gobierno, Guerra y Hacienda. Se acordó la secularización de los cementerios y el desestanco del tabaco, la jornada laboral de ocho horas, el derecho al trabajo como derecho de vida, la separación de sexos en el trabajo y que los conflictos laborales se resolviesen mediante el advenimiento entre ambas partes. Se creó un batallón de 800 hombres con gorras rojas y alpargatas de esparto que fueron llamados "guías de Sevilla".
Pueblos como Osuna, Dos Hermanas o Morón se proclamaron abiertamente anticantonalistas, e intentaron evitar la difusión de las noticias sobre la revolución.

### El final del cantón

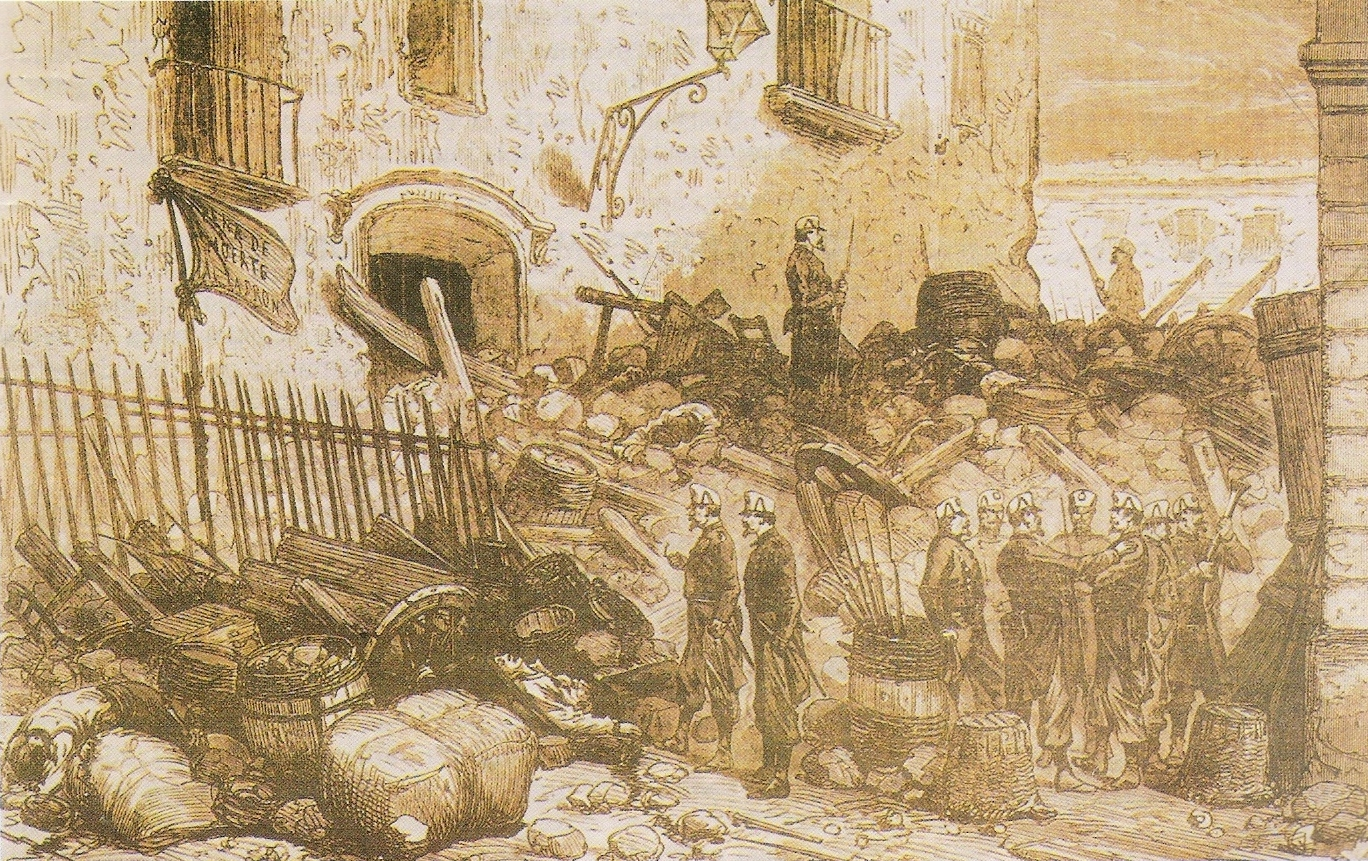
Cantón de Sevilla reprimido por el General Pavía en 1873. El documento muestra a varios militares que presencian a varios sevillanos muertos en la barricada, con un tonel lleno de fusiles y una bandera que dice "Pena de Muerte al Ladrón". Posiblemente esa bandera sea para resaltar por parte del autor la medida más polémica tomada por el cantón.

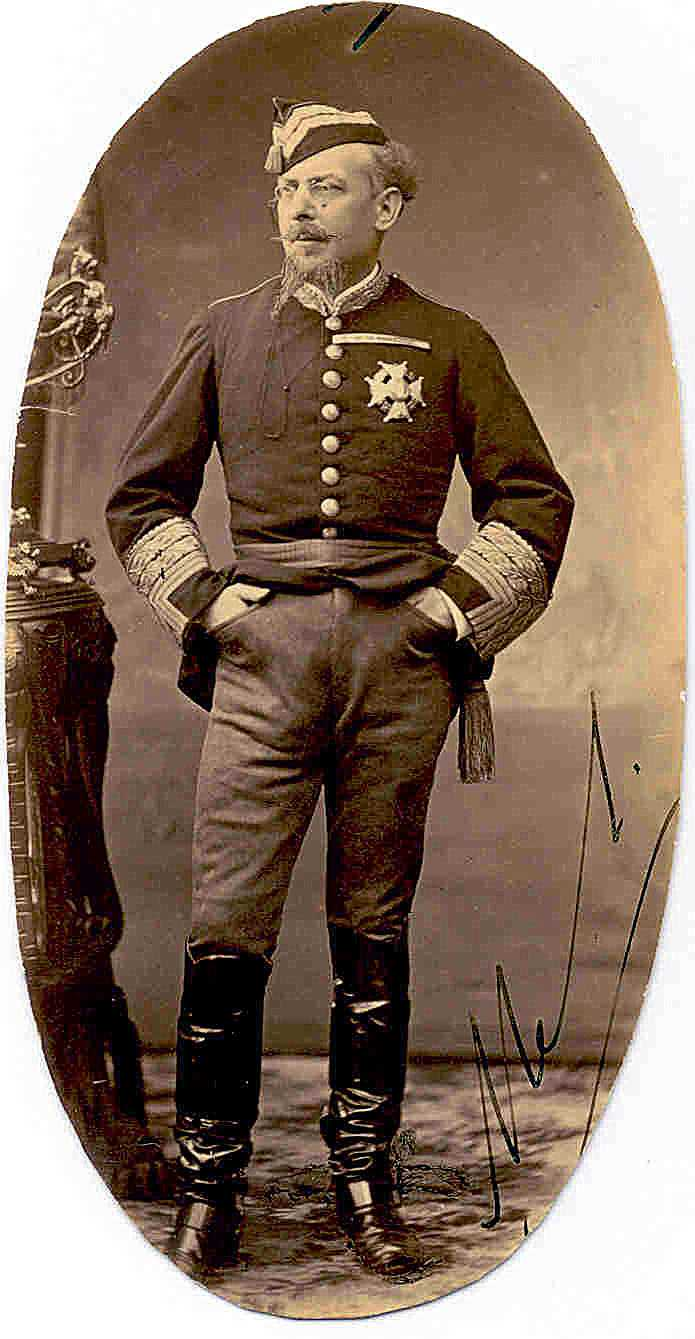
General Manuel Pavía.

El general Manuel Pavía y las fuerzas que estaban a su mando partieron el 21 de julio desde Madrid para Andalucía en dos trenes, aunque no llegaron a Córdoba hasta dos días después a causa de que la vía estaba interceptada en Despeñaperros lo que los obligó a desviarse por Ciudad Real y Badajoz. El día antes de su llegada el general Ripoll, que iba a ser relevado por el general Pavía, había conseguido desbaratar el intento de proclamación del cantón de Córdoba por parte de los "Voluntarios de la República" que habían acudido a la capital desde los pueblos de la provincia, aunque el mérito se lo atribuyó después el general Pavía quien afirmó que las fuerzas cantonalistas se disolvieron al producirse su llegada a la capital cordobesa. La primera medida que tomó Pavía fue restablecer la disciplina de las tropas recurriendo a métodos expeditivos y a continuación se dispuso a atacar el cantón de Sevilla porque su caída desmoralizaría al resto de cantones de Andalucía. Las tropas de Pavía partieron de Córdoba en dirección a Sevilla el 26 de julio. Esos días llegó a la ciudad de Sevilla el general Pierrad, republicano, que dotó a la ciudad hispalense de nuevo optimismo.
Después de dos días de duros combates en la mañana del 30 de julio ocupó el Ayuntamiento, aunque el control de la ciudad no se completó hasta el día siguiente, a costa de 300 bajas -las bajas cantonales fueron muchas más pero nadie las contabilizó-. Al día siguiente, 1 de agosto, Pavía hacía su entrada oficial en Sevilla, y algunas de sus tropas eran enviadas a los pueblos de la provincia para proceder al desarme de las fuerzas del Cantón de Sevilla cuya capital acababa de caer. En la batalla se produjeron importantes destrozos en la zona de la Puerta de la Carne y en San Bartolomé.

## Motivos ideológicos
La Revolución Gloriosa de 1868 había derivado en la ausencia de monarca y había abierto la puerta a la constitución en Estados federales de territorios como Cataluña. El localismo de la burguesía y las pésimas condiciones de los campesinos y obreros de la España del siglo XIX condicionaron enormemente el movimiento. Desde la Constitución de 1812 se había dividido administrativamente España en provincias y los Ayuntamientos también jugaban un papel político, por lo que nada impedía pensar que la independencia de regiones o ciudades fuera un hecho utópico. En la clase trabajadora habían calado fuertemente las ideas de la I Internacional de los Trabajadores, que contaba con inspiraciones comunistas de Marx y anarquistas de Bakunin. El anarquismo en España estaba más extendido que el comunismo, y Bakunin en su obra Socialismo, federalismo y antiteologismo de 1868 propugnaba dividir los territorios en un orden de individuo, comuna, federación y confederación y establecer en este orden organizativo territorial el sufragio universal. De esta forma, podrían solucionarse de manera eficaz las distribuciones de la producción y solucionar así las pésimas condiciones de la clase trabajadora en su conjunto.